# Promises (banda)
Promises, ou Banda Promisses é um grupo de música gospel do Brasil. Já lançaram cinco álbuns e foram indicados ao Troféu Promessas.

## Banda Promises
Há 13 anos atrás nasceu a banda Promises, formada por rapazes comprometidos com Deus e que dentro de si carregava o objetivo de impactar uma geração por meio de uma proposta, até então, inédita no mercado evangélico. Apesar da influência e talento inquestionável dos três que compuseram o primeiro grupo, tiveram que superar muitos desafios. Na discografia do Promises, conta o primeiro trabalho, intitulado “A Chance”, gravado em 2003, pela Top Gospel, da Rede Melodia. A produção de Wagner Carvalho abrilhantou o repertório no melhor estilo pop e destacou a canção “Inesquecível”. Desde essa época, a música é uma das mais executadas nas principais rádios do Brasil até hoje.[carece de fontes?] O disco contou também com participações especiais de Pregador Luo (Apocalipse 16) e Chris Duran.
Em 2005, o Promises mudou seu estilo musical, seguindo uma linha mais pop rock e lançou o álbum “Uma Nova Direção”, também pela gravadora Top Gospel. O trabalhou marcou a mudança de direção que o grupo vivia.
Em 2012, o grupo foi indicado ao Troféu Promessas na categoria “Melhor Grupo”.

## Fase de mudanças e retorno de Bruno Jovita
Em 2009 foi uma fase de mudanças, sendo que o Cantor Bruno Jovita anuncia a sua saída da banda, com o intuito de iniciar um projeto missionário pelo sertão nordestino brasileiro. E Jill Viegas preparando sua carreira solo, concretizada hoje pela MK Music. Assim, Klev Soares assume a banda ao lado de Rafa Zamba e Tete, que já faziam parte da banda como músicos. Mas algo mais aconteceria em frente com a saída de Klev Soares e Tete. Klev, que havia se recuperado milagrosamente após contrair uma doença, recebeu o convite para assumir o vocal da banda Quatro por Um e Tetê iniciou sua carreira com a banda F292.
O retorno providencial de Bruno Jovita, recém chegado das missões pelo nordeste, foi decisivo para reassumir o ministério ao lado do remanescente Rafa Zamba. Os integrantes Thiago Soares (vocal), Marcelinho Caster (guitarra) e Thiago Santos (baixo) logo completariam a nova formação da banda em 2011 com o  lançamento do álbum Um Novo Dia, produzido por Jill Viegas.
Em dezembro de 2013 a banda completa uma década de ministério e já se encontra planejando um DVD comemorativo.

## Discografia
- 2004: A Chance
- 2005: Uma Nova Direção
- 2009: Testemunho
- 2011: Um Novo Dia
- 2016: Continuar
- 2020: Águas